# Distretto di Siming
Il distretto di Siming (思明区S, SīmíngP) è un distretto della Cina, situato nella provincia del Fujian.